# Fool Again
Fool Again è un singolo discografico del gruppo pop irlandese Westlife, pubblicato nel 2000. 

## Il brano
Il brano è stato scritto da Jörgen Elofsson, David Kreuger e Per Magnusson e prodotto da Kreuger e Magnusson.
Si tratta del quarto e ultimo singolo estratto dall'album d'esordio Westlife. La canzone è stata registrata a Stoccolma.
Il videoclip del brano è stato girato a Città del Messico.

## Tracce
1. Fool Again (2000 Remix) - 3:49
2. Tunnel of Love - 3:09
3. Fool Again (Video) - 3:49

## Classifiche
| Classifica  | Posizione raggiunta |
| ----------- | ------------------- |
| Regno Unito | 1                   |